# Вайшюц
Вайшюц (нем. Weischütz) — деревня в Германии, в земле Саксония-Анхальт. Входит в состав города Фрайбург района Бургенланд.
Население составляет 176 человек (на 31 декабря 2007 года). Занимает площадь 3,18 км².,
Впервые упоминается 26 июля 1268 года как Вышиц. Название, предположительно, имеет славянское происхождение.
Вайшюц ранее имел статус коммуны (общины). 1 июля 2009 года вошёл в состав города Фрайбурга.

## Достопримечательность

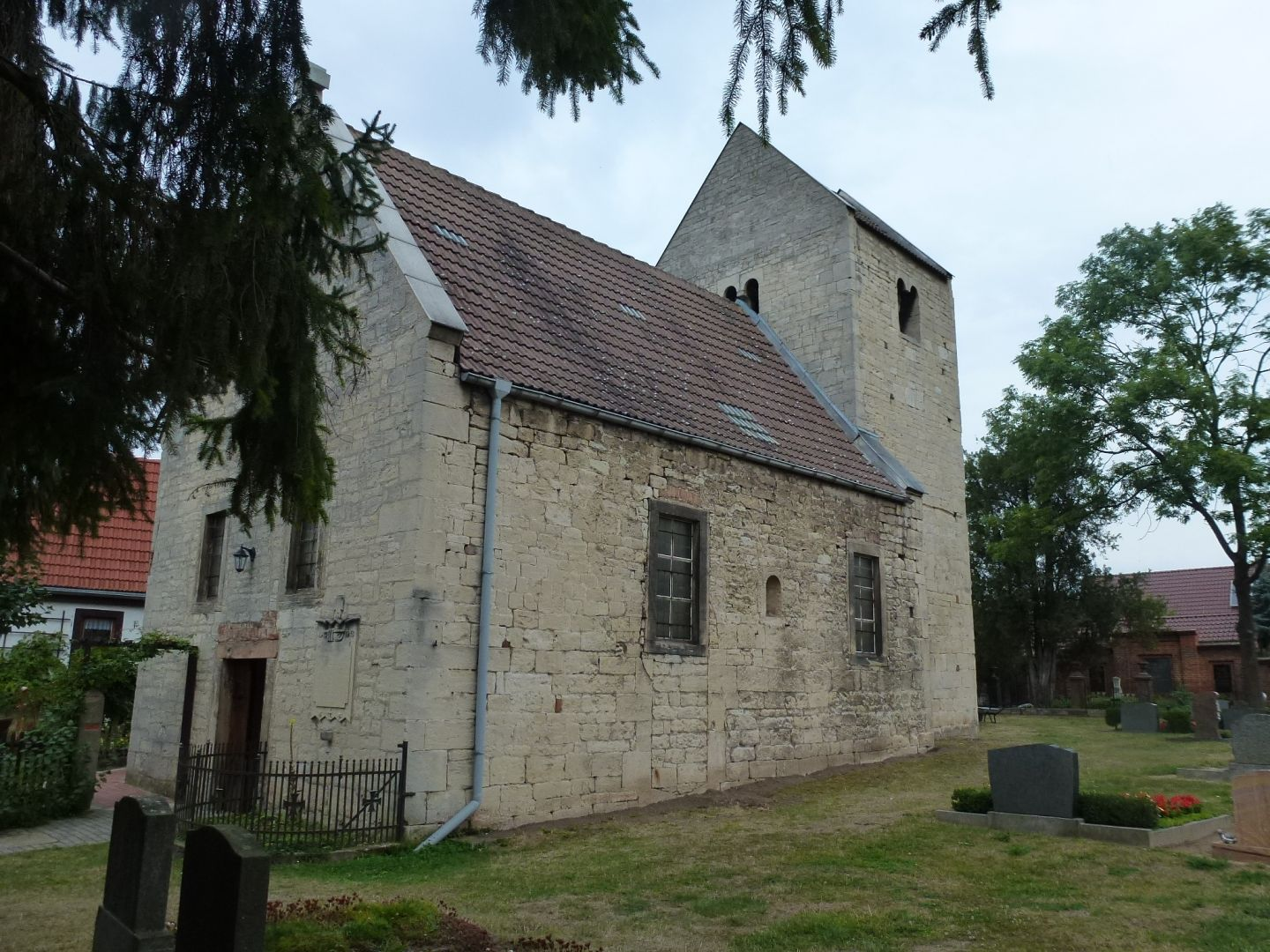
Церковь

Церковь в романском стиле, построенная около 1200 года.